# Мошинский, Лешек
Ле́шек Моши́нский (пол. Leszek Moszyński; 19 января 1928, Люблин, — 16 апреля 2006, Познань) — польский филолог, лингвист и славист.
В 1951 году окончил Университет имени Адама Мицкевича в Познани по специальности «польская филология», в 1952 году защитил магистерскую диссертацию по славистике.
В 1955 году занял должность ассистента в университете Николая Коперника в Торуни. В 1959 году защитил в университете имени Адама Мицкевича докторскую диссертацию «Аналогические выравнивания в склонении в связи с польским, русским и полабским мазурением». Через два года прошёл процедуру хабилитации, благодаря работе «Из исследований рукописи Зографского евангелия».
В 1972 году получил звание профессора. Много лет занимал должность директора Института славянской филологии Гданьского университета. В этом же институте основал кафедру славянской филологии, став её первым заведующим.
Был председателем Комитета Славяноведения Польской Академии Наук.
26 апреля 2006 года был похоронен в Познани.

## Работы
- 1954: Geografia niektórych zapożyczeń niemieckich w staropolszczyźnie.
- 1960: Wyrównania deklinacyjne w związku z mazurzeniem polskim, ruskim, połabskim
- 1961: Ze studiów nad rękopisem Kodeksu Zografskiego.
- 1975: Język Kodeksu Zografskiego.
- 1984: Wstęp do filologii słowiańskiej
- 1990: Cerkiewnosłowiańskie tytuły ewangelijne.
- 1992: Die vorchristliche Religion der Slaven im Lichte der slavischen Sprachwissenschaft.